# Камен (Гламоч)
Камен је насељено мјесто у Босни и Херцеговини у општини Гламоч које административно припада Федерацији Босне и Херцеговине. Према попису становништва из 1991. у насељу је живјело 178 становника.

## Историја
Овде се налазио "чудотворни камен", стена на каменој плочи, за коју су сељаци мислили да има "необичну моћ".
У насељу су припадници Војске Републике Хрватске и Хрватског вијећа одбране 1995. године извршили злочин над 108 српских бораца и цивила. Комисија за тражење несталих лица Републике Српске је у јулу 1997. године ексхумирала свих 108 тијела из масовне гробнице Камен.

## Споменик
У Камену се налази спомен-плоча за 108 Срба убијених 1995. године. Споменик је подигнут 26. јула 2010.

## Становништво
| Националност       | 1991. | 1981. | 1971. | 1961. |
| Срби               | 169   | 153   | 230   | 214   |
| Муслимани          | 8     | 4     | 13    | 11    |
| Југословени        |       | 7     |       |       |
| Македонци          |       |       | 1     |       |
| Хрвати             | 1     |       |       |       |
| остали и непознато |       | 5     | 1     |       |
| Укупно             | 178   | 169   | 245   | 225   |

| Демографија | Демографија | Демографија |
| Година      | Становника  | Становника  |
| ----------- | ----------- | ----------- |
| 1961.       | 225         |             |
| 1971.       | 245         |             |
| 1981.       | 169         |             |
| 1991.       | 178         |             |